# Central European Journal of Physics
Central European Journal of Physics is een internationaal, aan collegiale toetsing onderworpen wetenschappelijk tijdschrift op het gebied van de natuurkunde.
De naam wordt in literatuurverwijzingen meestal afgekort tot Cent. Eur. J. Phys.
Het wordt uitgegeven door Springer Science+Business Media en verschijnt tweemaandelijks.
Het eerste nummer verscheen in 2003.